# Rosenvingad gräshoppa
Rosenvingad gräshoppa (Bryodema tuberculata eller Bryodemella tuberculata) är en art i insektsordningen hopprätvingar som tillhör familjen markgräshoppor. I Sverige finns den endast på Ölands alvar och den är Ölands landskapsinsekt. 

## Kännetecken
Den rosenvingade gräshoppan är en ganska kraftigt byggd gräshoppa som med sin färg och spräckliga kroppsteckning har ett mycket bra kamouflage mot gräs och stenar. Som namnet antyder har den rosafärgade flygvingar. Dessa syns inte när gräshoppan sitter stilla, men däremot när den flyger. Kroppslängden är 27 till 36 millimeter.

## Utbredning
Den rosenvingade gräshoppan huvudsakliga utbredningsområde är stäppområden i Ryssland och östra Asien. Österut finns den till Mongoliet och västerut till mellersta Europa, som södra Tyskland. Artens utbredning i Europa har dock under senare tid minskat på många håll och det är troligt att den försvunnit från en del områden där den tidigare funnits, som  Jylland. I Norden har den förutom på Öland också hittats på en lokal i södra Finland. Den är rödlistad både i Sverige, där den är klassificerad som sårbar ("VU"), och i Finland, där den betraktas som akut hotad ("CR").

### Status
Den rosenvingade gräshoppad är i Sverige klassad som sårbar av ArtDataBanken. Det största hotet mot arten är igenväxning av dess livsmiljöer. Även i Tyskland är arten rödlistad.

## Ekologi
Den rosenvingade gräshoppans habitat är öppna marker med kort gräs och låga örter, som bland annat alvar.